# Fábio Vieira
Fábio Daniel Ferriera Vieira, noto semplicemente come Fábio Vieira (Porto, 30 maggio 2000), è un calciatore portoghese, centrocampista dell'Arsenal.

## Caratteristiche tecniche
È un trequartista di piede mancino,baricentro basso,abile nello stretto e nel servire i compagni in zona goal.

## Carriera

### Club

#### Porto
Fábio Vieira cresce calcisticamente tra le giovanili del Porto. Il 24 febbraio 2019 esordisce tra i professionisti giocando la prima partita nella serie cadetta portoghese, con il Porto B; subentra nel secondo tempo contro l'Arouca. Parallelamente disputa con l'Under-19 l'UEFA Youth League conquistando l'edizione continentale nel 2019, in cui colleziona otto presenze e realizza in finale la rete del momentaneo 1-0 ai danni del Chelsea. Per la stagione successiva viene aggregato alla squadra riserve in pianta stabile, ottenendo un discreto utilizzo. Il 25 agosto trova la prima rete tra i professionisti contro la Farense, siglando la rete del momentaneo doppio vantaggio. Il 10 giugno 2020 esordisce nella massima serie portoghese; al 72º minuto sostituisce Moussa Marega bagnando la prima partita in prima squadra con una vittoria per 1-0 sul Marítimo. Rimasto in panchina nella successiva partita, colleziona altri scampoli di partita con Boavista e Paços Ferreira. Il 5 luglio arriva alla quarta presenza in poco più di un mese in prima squadra e realizza la prima rete in Primeira Liga direttamente da calcio di punizione.

#### Arsenal
Il 21 giugno 2022 viene acquistato dall'Arsenal per 35 milioni di euro più 5 milioni di bonus. Dopo il suo arrivo non riesce a eccellere alla prima stagione dove trova 2 goal e 6 assist in 36 partite. Sfortunato nella seconda stagione 2023-24 dove purtroppo subisce due infortuni e il suo minutaggio diminuisce rispetto alla stagione precedente.

### Nazionale
Vieira ha giocato con l'Under-18, l'Under-19 e l'Under-20 portoghese; il 19 novembre 2019 esordisce con l'Under-21 partendo titolare nel match di qualificazione per l'Europeo Under-21 2021, realizzando una doppietta contro i pari età norvegesi.
Nel giugno del 2023, viene incluso dal selezionatore Rui Jorge nella rosa della nazionale Under-21 portoghese partecipante agli Europei di categoria, organizzati in Romania e Georgia, salvo dovervi rinunciare a causa di un infortunio, venendo sostituito da Diego Moreira.

## Statistiche

### Presenze e reti nei club
Statistiche aggiornate al 13 febbraio 2025.
| Stagione        | Squadra         | Campionato      | Campionato | Campionato | Coppe nazionali | Coppe nazionali | Coppe nazionali | Coppe continentali | Coppe continentali | Coppe continentali | Altre coppe | Altre coppe | Altre coppe | Totale | Totale |
| Stagione        | Squadra         | Comp            | Pres       | Reti       | Comp            | Pres            | Reti            | Comp               | Pres               | Reti               | Comp        | Pres        | Reti        | Pres   | Reti   |
| --------------- | --------------- | --------------- | ---------- | ---------- | --------------- | --------------- | --------------- | ------------------ | ------------------ | ------------------ | ----------- | ----------- | ----------- | ------ | ------ |
| 2019-2020       | Porto B         | SL              | 24         | 7          |                 | -               | -               |                    | -                  | -                  |             | -           | -           | 24     | 7      |
| 2019-2020       | Porto           | PL              | 8          | 2          | CP+CdL          | -               | -               |                    | -                  | -                  |             | -           | -           | 8      | 2      |
| 2020-2021       | Porto           | PL              | 19         | 0          | CP+CdL          | 2+1             | 0               | UCL                | 6                  | 1                  | -           | -           | -           | 28     | 1      |
| 2021-2022       | Porto           | PL              | 27         | 6          | CP+CdL          | 5+2             | 1+0             | UCL+UEL            | 2+3                | 0                  | -           | -           | -           | 39     | 7      |
| 2022-2023       | Arsenal         | PL              | 22         | 1          | FACup+CdL       | 2+1             | 0               | UEL                | 8                  | 1                  | -           | -           | -           | 32     | 2      |
| 2023-2024       | Arsenal         | PL              | 11         | 1          | FACup+CdL       | 0+1             | 0               | UCL                | 3                  | 0                  | CS          | 1           | 0           | 16     | 1      |
| ago. 2024       | Arsenal         | PL              | 0          | 0          | FACup+CdL       | 0               | 0               | UCL                | 0                  | 0                  | -           | -           | -           | 0      | 0      |
| Totale Arsenal  | Totale Arsenal  | Totale Arsenal  | 33         | 2          |                 | 4               | 0               |                    | 11                 | 1                  |             | 1           | 0           | 48     | 3      |
| 2024-2025       | Porto           | PL              | 17         | 3          | CP+CdL          | 2+2             | 0+0             | UEL                | 8                  | 1                  | SP          | -           | -           | 25     | 4      |
| Totale Porto    | Totale Porto    | Totale Porto    | 71         | 11         |                 | 14              | 1               |                    | 19                 | 2                  |             | -           | -           | 101    | 14     |
| Totale carriera | Totale carriera | Totale carriera | 125        | 20         |                 | 18              | 1               |                    | 30                 | 3                  |             | 1           | 0           | 170    | 24     |

## Palmarès

### Club

#### Competizioni giovanili
- UEFA Youth League: 1

Porto: 2018-2019

#### Competizioni nazionali
- Campionato portoghese: 2

Porto: 2019-2020, 2021-2022
- Coppa del Portogallo: 2

Porto: 2019-2020, 2021-2022
- Supercoppa di Portogallo: 1

Porto: 2020
- Community Shield: 1

Arsenal: 2023

### Individuale
- Miglior giocatore dell'Europeo Under-21: 1

Ungheria-Slovenia 2021
- Squadra del torneo degli Europei Under-21: 1

Ungheria-Slovenia 2021